# Принцеса Карабу
Мері Бейкер (уроджена Вілкокс; 11 листопада 1792 (нібито), Вітерідж, Девоншир, Англія — 24 грудня 1864, Бристоль, Англія) — англійська самозванка. Притворяючись вигаданою принцесою Карабу, Бейкер удавала, що прибула із далекого острівного королівства, і кілька місяців обманювала британське місто.

## Біографія

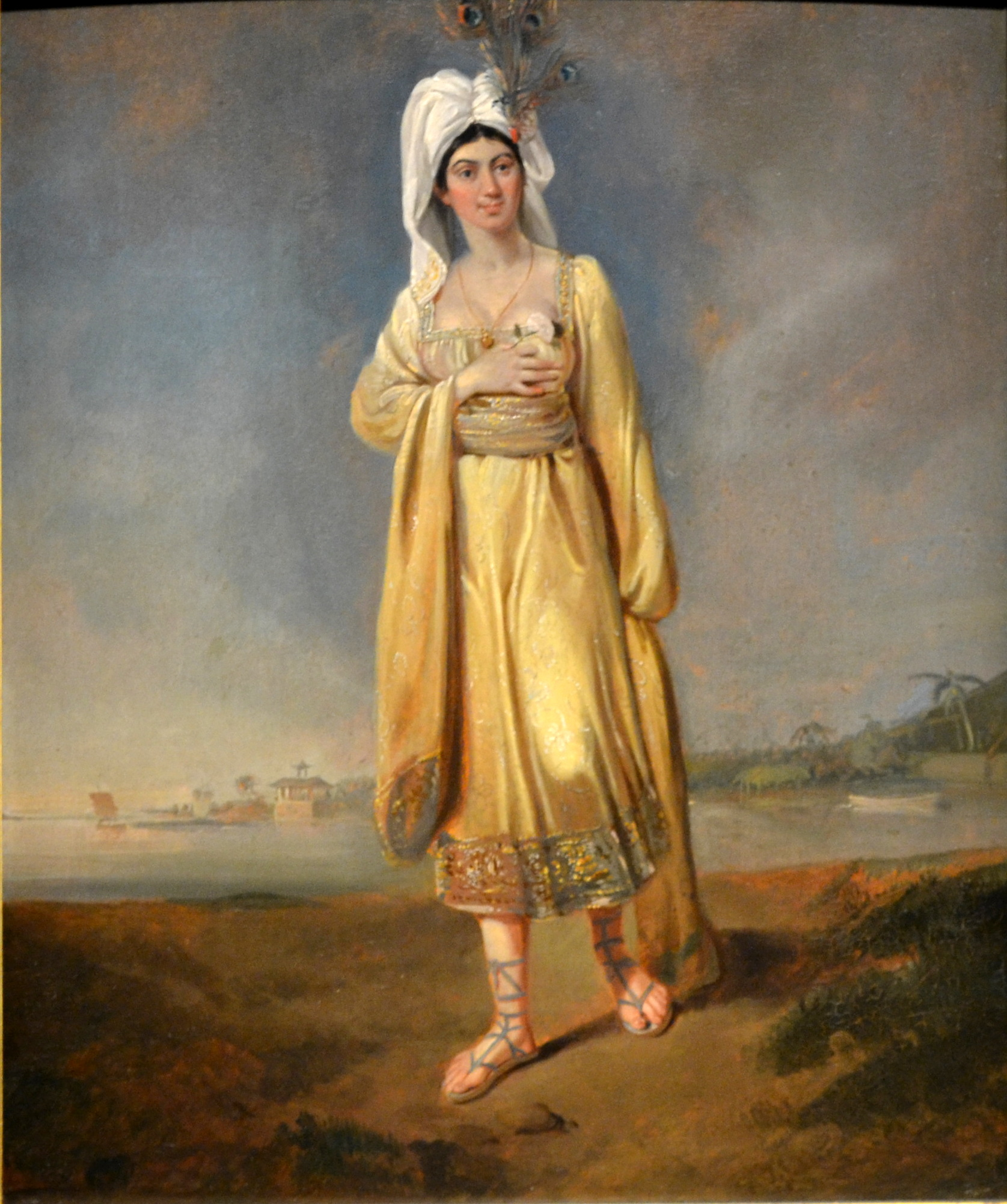
«Принцеса Карабу», художник Едвард Берд (панно, олія, 1817)

3 квітня 1817 року швець у Алмондсбері, графство Глостершир, Англія, зустрів, очевидно, дезорієнтовану молоду жінку в екзотичному одязі, яка розмовляла незрозумілою мовою. Дружина шевця відвела цю незнайомку до Наглядача Бідних, який віддав її в руки місцевого магістрату графства Семюеля Уорралла, який жив у парку Нол в маєтку, де розташований Тауер-хаус. Воролл і його дружина американського походження Елізабет теж не могли зрозуміти її; вони з’ясували, що вона називала себе Карабу і цікавилася китайськими образами. Вони відправили її в місцеву корчму, де вона ототожнила малюнок ананаса словом nanas, що індонезійською мовою означає ананас, і наполягла на тому, щоб спати на підлозі. Семюел Воролл заявив, що вона була жебрачкою, і її слід відвезти до Бристоля та судити за бродяжництво.
Під час її ув'язнення португальський моряк на ім'я Мануель Ейнессо (або Енес) сказав, що говорить її мовою, і переклав її історію. За словами Енеса, вона була принцесою Карабу з острова Явасу в Індійському океані. Вона потрапила в полон до піратів і після довгої подорожі стрибнула за борт у Бристольському каналі й випливла на берег.
Ворелли взяли Карабу до себе додому. Протягом десяти тижнів ця представниця екзотичної королівської сім'ї була улюбленицею місцевих поважних осіб. Вона використовувала лук і стріли, фехтувала, плавала оголеною і молилася богу, якого назвала Аллах-Талла (варіант написання الله تعالى Allāh taʿālā, «Великий Аллах», одна з офіційних імен Бога в ісламі). Вона носила екзотичний одяг, а її портрет був намальований і відтворений у місцевих газетах. Її автентичність засвідчив доктор Вілкінсон, який ідентифікував її мову за допомогою Пантографії Едмунда Фрая (енциклопедії відомих алфавітів і писемностей) і заявив, що знаки на її потилиці були роботою східних хірургів. Газети публікували історії про пригоди принцеси Карабу, що принесло їй всенародне визнання.
Зрештою правда спливла. Доглядачка пансіонату, місіс Ніл, упізнала її на фотографії в Bristol Journal і повідомила про це господарів. Цією майбутньою принцесою насправді була Мері Вілкокс, дочка шевця з Вітеріджа, Девон. Вона була служницею по всій Англії, але не знайшла місця для проживання. Вона винайшла свою вигадану мову з уявних і ромських слів і створила екзотичного персонажа та історію. Дивні сліди на її голові були шрамами від простої операції припікання в лікарні для бідних у Лондоні. Британська преса багато писала про містифікацію за рахунок ошуканого сільського середнього класу. Місіс Уоррелл змилосердилася над нею і організувала для неї поїздку до Філадельфії, куди вона поїхала 28 червня 1817 року.
13 вересня 1817 року в Bristol Journal був надрукований лист нібито від сера Хадсона Лоу, чиновника, відповідального за імператора Наполеона, який перебував у вигнанні на острові Святої Єлени. У ньому стверджувалося, що після того, як корабель, що прямував до Філадельфії, на борту якого була прекрасна Карабу, був змушений підплисти до острова, відважна принцеса імпульсивно кинулася на невеликий човен, попливла на берег і настільки зачарувала імператора, що він звернувся до Папи Римського з проханням про дозвіл на шлюб з нею. Ця історія неперевірена і не заслуговує довіри, враховуючи, що Свята Єлена є ізольованою скелею в Південній Атлантиці, за багато тисяч миль від США.
У Сполучених Штатах вона ненадовго продовжила свою роль, з'явившись на сцені Washington Hall, Філадельфія, як «Принцеса Карабу». Востаннє вона спілкувалася з Вороллами в листі з Нью-Йорка в листопаді 1817 року, в якому вона скаржилася на свою погану славу. Вона поверталася до Філадельфії, поки не покинула Америку в 1824 році, повернувшись до Англії.
У 1824 році вона повернулася до Британії і протягом короткого часу виставлялася на Нью-Бонд-стріт у Лондоні як принцеса Карабу, але її вистава не мала успіху. Можливо, вона подорожувала Францією та Іспанією, але незабаром повернулася до Англії.

### Останні роки життя і смерть
У вересні 1828 року вона жила як вдова в Бедмінстері в Сомерсеті під ім'ям Мері Берджесс (насправді ім'я двоюрідної сестри). Там вона вийшла заміж за Річарда Бейкера і приблизно в 1829 році народила доньку на ім’я Мері Енн. У 1839 році вона продавала п'явок Бристольській лазаретній лікарні. Вона померла після падіння 24 грудня 1864 року і була похована на кладовищі Хеброн-роуд у Бристолі. Її донька продовжувала її справу, живучи сама в Бедмінстері в будинку, повному котів, аж до своєї смерті під час пожежі в лютому 1900 року.

## У масовій культурі

### Фільм
Біографічний фільм «Принцеса Карабу», написаний Майклом Остіном і Джоном Уеллсом з Фібі Кейтс у головній ролі, вийшов на екрани в 1994 році і отримав змішані відгуки. Як і більшість біографічних фільмів, він додав до історії вигадані елементи.

### Театр
На основі оповідання було зроблено кілька музичних театральних адаптацій. До них відноситься воркшоп 2004 року під назвою «Карабу» з Лаурою Бенанті в головній ролі.Мюзикл «Принцеса Карабу» відкрився 30 березня 2016 року в лондонському театрі «Фінборо» за книгою та текстом Філа Вілмотта і композицією Марка Коллінза. Обмежена постановка отримала позитивні відгуки та номінації «Найкращий новий мюзикл» і «Найкращий світлове оформлення» на Off West End Theatre Awards.

### Комікси
Princess Caraboo — франкомовний музичний проєкт 2016 року, створений Антуаном Озанамом і Джулією Бакс.

## Зовнішні посилання
- Джон Метью Гатч. Caraboo: A Narrative of a Singular Imposition, на http://www.resologist.net/carabooa.htm
- Mary Willcocks & the Princess Caraboo Hoax: Вичерпна стаття на вебсайті Mysterious People
- Принцеса Карабу: стаття в Музеї містифікацій.
- Сабіна Берінг-Гоулд. Девонширські персонажі та дивні події, на https://en.wikisource.org/wiki/Devonshire_Characters_and_Strange_Events/Caraboo
- Портрет Томаса Баркера «Чудова голова (принцеси Карабу з Явасу)» у колекції Музею Холборна